# Вісьлиця (Сілезьке воєводство)
Вісьлиця (пол. Wiślica) — село в Польщі, у гміні Скочув Цешинського повіту Сілезького воєводства.
Населення — 725 осіб (2011).
У 1975-1998 роках село належало до Бельського воєводства.

## Демографія
Демографічна структура станом на 31 березня 2011 року:
|          | Загалом | Допрацездатний вік | Працездатний вік | Постпрацездатний вік |
| -------- | ------- | ------------------ | ---------------- | -------------------- |
| Чоловіки | 354     | 70                 | 248              | 36                   |
| Жінки    | 371     | 81                 | 207              | 83                   |
| Разом    | 725     | 151                | 455              | 119                  |